# Taurinyà
Taurinyà ([tuɾi'ɲa], estàndard [təwɾi'ɲa], en francès Taurinya, sense accent) és una comuna de la comarca del Conflent, a la Catalunya del Nord. La dita diu: "De Taurinyà, ni dona, ni ca."

## Etimologia
Explica Joan Coromines que Taurinyà prové del llatí Taurinius, amb el sufix de pertinença -anum. El nom Taurinius està atestat en inscripcions llatines. En el fet que manté el diftong au, enlloc de l'habitual reducció a o en català, hi incidiria una influència occitana, que manté el diftong, davant de l'evolució del català, que el simplifica. En tractar-se d'un topònim derivat d'un antropònim, es tractaria d'un vilatge que té els seus orígens en la colonització romana del territori.

## Geografia

### Localització i característiques generals del terme

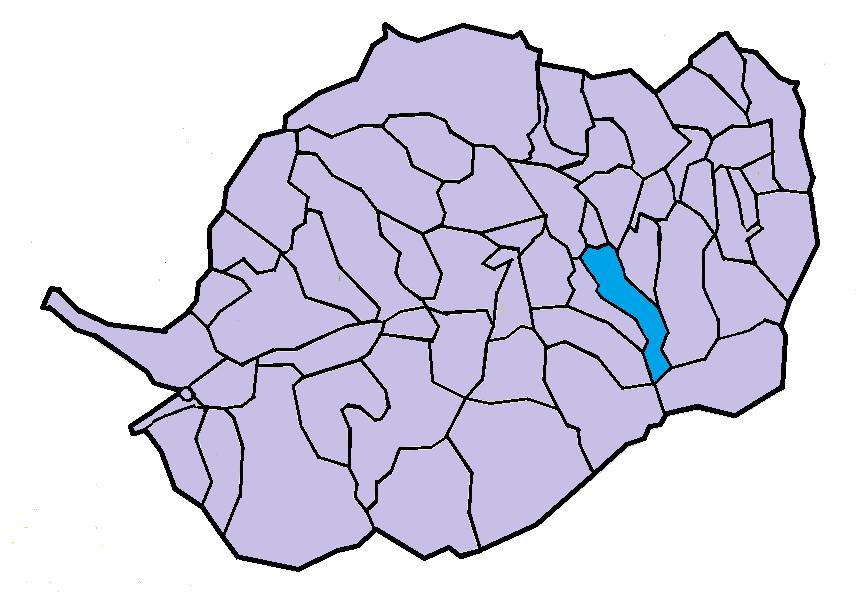
Situació de la comuna de Taurinyà en el Conflent

El terme comunal de Taurinyà, de 145.000 hectàrees d'extensió, és situat en els contraforts septentrionals del Massís del Canigó, en una posició propera al centre de la comarca del Conflent, al seu sud-est. És molt a prop del monestir de Sant Miquel de Cuixà, del terme veí de Codalet.
La comuna de Taurinyà és la vall de la Lliterà, o Ribera de Taurinyà, o Ribereta de Sant Miquel, quasi en la seva totalitat, des de la seva formació entre contraforts del Massís del Canigó, fins a la seva entrada en terme de Codalet, prop de Sant Miquel de Cuixà. És una vall esbiaixada de sud-est a nord-oest, amb el Canigó com a punt més elevat del terme, al sud del seu territori, emmarcada per dues carenes de contraforts del Canigó que separen Taurinyà dels termes veïns i de dues valls paral·leles.
Termes municipals limítrofs:
| Rià i Cirac | Codalet                       | Prada            |
| Fillols     |                               | Clarà i Villerac |
| Vernet      | Castell de Vernet / Vallmanya | Estoer           |

### El poble de Taurinyà

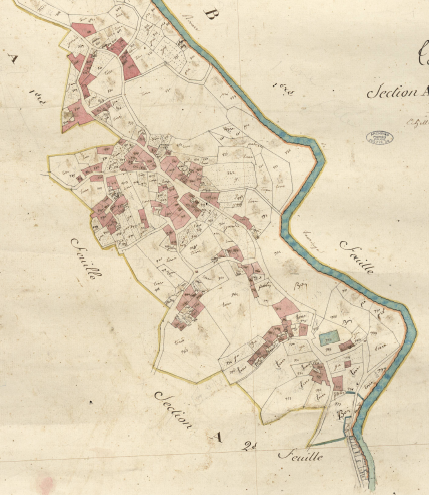
Taurinyà en el Cadastre napoleònic del 1812 (Arxius Departamentals dels Pirineus Orientals)

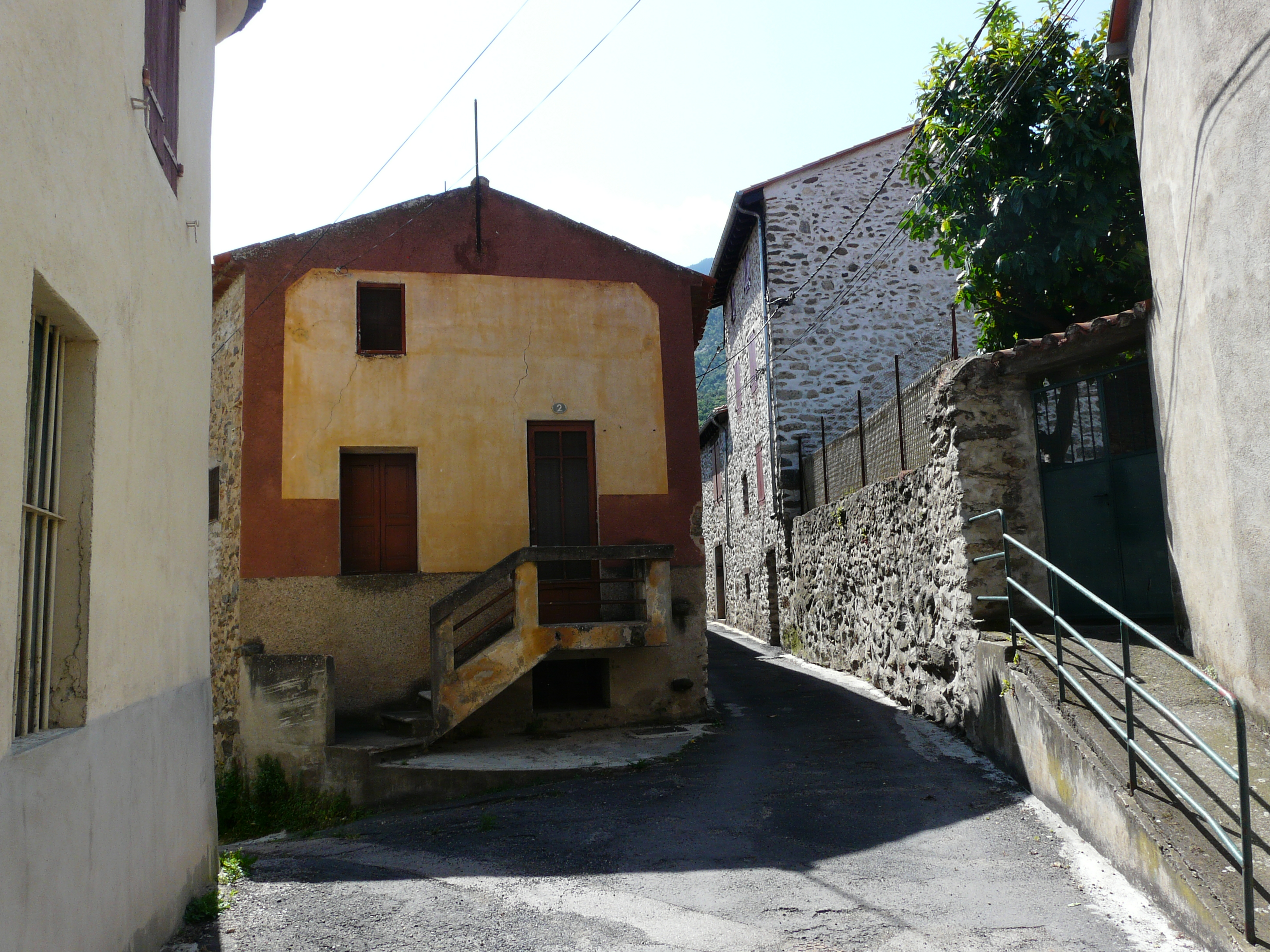
Poble vell: placeta a la cruïlla dels carrers dels Baus, Nou i Fumat

El poble de Taurinyà es troba en una petita elevació a l'esquerra de la Lliterà, molt a prop de l'extrem nord del seu terme comunal, que s'allargassà muntanya amunt pel Massís del Canigó cap al sud-est. El nucli antic era una petita agrupació de cases que tenia l'església parroquial de Sant Fruitós de Taurinyà i el seu cementiri en el seu extrem sud-est i les cases repartides al llarg del camí que resseguia la carena que separa la Lliterà (a llevant) del Còrrec de Vall Panera (a ponent). Era, per tant, un poble allargassat, que no formava, com és el cas d'altres pobles dels entorns, un nucli tancat o una cellera.
Més endavant es va formar un altre petit nucli més al nord-oest, al voltant del Carrer Nou, a l'extrem nord del qual hi ha l'Escola i la Casa del Comú, actualment tots dos en el mateix edifici, atès que l'edifici municipal ocupa l'antiga escola de nens, mentre que l'escola actual és a l'antiga escola de nenes. Més modernament, des del darrer terç del segle xx, Taurinyà s'ha estès al llarg de tot el costat oest del poble vell, en forma de cases unifamiliars envoltades de jardins i horts, en la zona més planera d'un terme comunal de per si orogràficament molt accidentat.

### Corts
L'antic veïnat de Corts és en el sector nord-oest del terme, també al nord-oest del poble de Taurinyà. En queda la coneguda com a Torre de Corts, l'església de Sant Valentí de Corts.

### Les Torres de Bercer
Tot i que són actualment desaparegudes, les Torres de Bercer estan citades en documents que parlen de les afrontacions del monestir de Sant Miquel de Cuixà. Eren a la dreta de la Lliterà, al nord del terme comunal.

### Llaceres, o les Llaceres
En el contrafort nord-occidental del Roc Mosquit, entre 1.200 i 1.500 metres d'altitud, hi havia hagut el vilatge pastoral de Llaceres o les Llaceres. Té tot un aplec de construccions de pedra seca relacionades amb el pasturatge: orris, com l'Orri d'en Ciscal o el del Clot d'en Baladre, parets per a escalonar feixes on es conreava principalment vinya, però també pomeres, oliveres i altres arbres, cortals i barraques de pedra seca.

### El Salver, o els Salvers
Al sud del poble de Taurinyà, a la Vall Panera, a l'esquerra del còrrec d'aquest nom, es troba el lloc del Salver, o els Salvers, on hi hagué unes mines de ferro, de les quals hi romanen dos forns i dues tremuges, a més de la mina de ferro, que s'han adequat perquè el lloc pugui ser visitat.

### Els masos del terme
El terme de Taurinyà no té pràcticament cap construcció aïllada destinada a habitatge. Ara bé, sí que s'hi troben la Barraca d'en Patert, les Barraques d'en Delòs, el Cortal Acezat, dos Cortal Colom, el Cortal Feliu, el Cortal Nicolau, el Cortal Pardinella, el Cortal Sagàs, el Mas de l'Artiga, el Molí, el Molí de Balaig, el Molí de l'Entrada de Balaig, l'Orri de Balaig, l'Orri dels Cortalets, l'Orri d'en Ciscal, l'Orri d'en Coronell, l'Orri d'en Feliu, o de les Feixes d'en Manxina, dos Orris d'en Manuel, la Trémie, el Túnel i la Usina. També es conserven les ruïnes del Barratge i dels Forns. Com a construccions religioses hi ha l'oratori de la Mare de Déu i l'Oratori de Sant Valentí. A causa de pertànyer a la zona més elevada del Massís del Canigó, a Taurinyà pertanyen la Casa Forestal de Balaig, el Refugi de la Jaça dels Cortalets, el Refugi o Xalet dels Cortalets i la Taula d'Orientació del Canigó. Resten algunes mostres de les antigues mines de Taurinyà: el Mener, o els Meners, el Mener de l'Or i els Meners, o Meners dels Salvers.

### Hidrologia

#### Cursos d'aigua
La Ribera de Taurinyà, o Ribereta de Sant Miquel, o la Lliterà, afluent de la Tet, és el principal curs d'aigua del terme. Entorn seu s'articula la resta d'elements fluvials. La Lliterà s'origina sota mateix i al nord-est del cim del Canigó, des d'on davalla primer cap al nord i després decantant-se progressivament cap al nord-oest, i recull les aportacions de tot de canals (torrents pirinencs) i còrrecs: canals dels Cortalets, dels Belitres, de la Font de les Sordes, de les Sordes, del Davant del Prat, de Sant Joan, del Prat, de les Truges, de les Bigues, de Pontarrons, de l'Hort, de l'Avellanosa, o de la Balagosa, del Cabrer, Canal Verd, de Barejos, del Batlle, de la Cigalota, o de la Canaleta, de la Baga, de l'Escala de l'Ós, dels Grèvols, de Carrer Blanc, dels Estellers, abans de Pere Oliva, de la Canaleta, de Pere Oliva, de la Lloera i del Ramat. Més al nord d'aquest darrer torrent, passat el Roc del Gripau, reben el nom de còrrecs: Còrrec del Salt de l'Aigua, del Jual, del Molí, d'en Marimont, dels Terrers i de Vall Panera, curs d'aigua de llarg recorregut en part paral·lel a la Lliterà, i que aporta els còrrecs del Clot del Baladre, del Quintar, de la Font del Rei, de les Planes, de Vall Fortià, de l'Arbocer i de Corts, o Torrent dels Escorridors. Després del Còrrec de Vall Panera, la Lliterà rep encara els còrrecs de la Torre de Corts, de Feixans i de la Coma dels Ocells. Finalment, el Còrrec del Solà de Corts s'origina a Taurinyà però desemboca en la Lliterà dins del terme de Codalet, i a l'extrem nord de la comuna de Taurinyà neixen els còrrecs de les Artigues i de Corts (diferent de l'anterior), que davallen cap al terme de Rià i Cirac, afluents del riu Merder.

#### Altres
Cal destacar que en la breu zona plana del nord del terme, ran de la Lliterà, hi ha el Rec de Boera, canal d'irrigació. A prop del límit sud del terme hi ha la zona de l'Estanyol, amb petits estanys de muntanya. Prop i al sud del poble, a la llera de la Lliterà hi ha el Gorg d'en Blandinat.

### Orografia
Les formes de relleu reflectides en la toponímia de Taurinyà són les següents: 

#### Bagues
Dues bagues que reben totes dues el nom de la Baga.

#### Balços
Els Baus, o el Balç, que donen nom al carrer principal del poble.

#### Boscs
Bosc de Balaig i Bosc Negre.

#### Clots
Clot del Baladre, Clot dels Estanyola.

#### Colls
Coll de Clarà, Coll de Fillols, Coll de les Voltes, Coll de Jual, Coll dels Cortalets, Coll de Milleres, Pas de les Truges, la Portella.

#### Comes
Coma dels Ocells.

#### Costes
Les Costes i les Costes de Sant Jaume.

#### Coves
Cova del Mico.

#### Geleres
Gelera del Canigó.

#### Muntanyes
La Castella, o Pic de la Castella, Pic Baix del Canigó, Pic del Canigó, Pic de les Anyelles, Pic dels Pradells, Pic Jofre, Puig Barbet, o d'Estavell, Roc Mosquit i la Socarrada, o Puig de la Socarrada.

#### Planes
Pla de la Gabriela, les Planes.

#### Roques
Roca d'en Caime, Roca Negra, Roca Traucada, Roc del Gripau, Roc del Ram, Roc dels Belitres, Roc Miquelet, o del Miquelet i Roc Peirer.

#### Serres i serrats
Serra de Feixans, Serra de les Anyelles, o Crestes del Barbet, la Serradeta, el Serrat i el Serrat dels Tres Termes.

#### Solanes
Solà de Corts i la Solana.

#### Valls
Vall, o Avetar, de Balaig, la Vallesa, Vall Fortià i Vall Panera.

### El terme comunal
Les partides i indrets específics del terme de Taurinyà són els següents: les Alzines, l'Apotrecaria, l'Arbocer, l'Artiga Blava, l'Artiga Rosta, les Artigues, Balaig, la Barrera, Blats de la Cigalota, la Boïga, la Bretxa Durier, el Cadiller, les Calces del Dimoni, Camí, o Costes, de Fillols, Camí dels Olius, Camí Vell de la Muntanya, Camp d'en Matriça, Camp d'en Tirinari, Camp Teuler, Cap Rec, la Cascada, Cassanet, la Castanyereda, la Cigalota, Clau Major, la Closa de Dalt, les Closes, Clos Sant Joan, la Colomina d'Avall, les Colomines de Dalt, el Conc, els Cortalets, Corts, les Deveses, Entrada de Balaig, l'Era Vella, l'Escala de l'Ós, les Esquerdes d'en Toni, l'Estanyol, els Estellers, les Estrilles, o les Trilles, la Falguerosa, Feixans de Baix, Feixans de Dalt, Feixes d'en Manxina, el Fornàs, el Forn de la Calç, Frisells, la Jaça dels Cortalets, la Jaça d'en Blantinat, el Jual, Llaceres, o les Llaceres, la Llongadera, la Llosa, Lluc, el Mall del Pi, Martisalem, els Olius, l'Orri d'en Feliu, l'Orriot, la Pastissera, el Pou, el Pouador, el Prat, el Prat del Sagristà, la Pujada del Molí, Querraig, el Quintar, el Ras dels Cortalets, el Riberal, el Riberal del Molí, la Roda, el Salt del Citralar, el Salver, les Sordes, les Tartelles, les Tarteres, la Terra Roja, els Terrers, els Terrers Blancs, la Tinada, els Tres Avets, Vistes de la Mar i la Ximeneia.

## Transports i comunicacions

### Carreteres
Una sola carretera travessa el terme de Taurinyà: la D - 27 (Prada - N - 116, a Serdinyà), que uneix Taurinyà amb Codalet (3,4 quilòmetres) i Prada (4,1), cap al nord, i amb Fillols (2,6), Vernet (4,7), Saorra (7,6), Aituà (9,8), Escaró (11,4), Joncet (13,8) i Serdinyà (15), cap al sud-oest. És una carretera llarga i recargolada, perquè està recorrent tota l'estona els contraforts septentrionals del Massís del Canigó.

### Transport públic col·lectiu
Taurinyà no té cap servei de transport públic habitual. Com altres pobles petits, disposa del TAD (Transport a la demanda).

### Els camins del terme
Alguns dels camins de Taurinyà enllacen aquest poble amb els veïns: Camí de Cirac, Camí de Clarà, Camí Vell de Fillols, Camí d'Estoer als Cortalets, Camí Vell de Cirac als Meners, Camí Vell de Prada a Fillols, o de Codalet a les Mines, Ruta de Clarà, Ruta de Fillols i Ruta de Prada. Altres camins són interns del terme de Taurinyà: Camí dels Cortalets, o de Balaig, Camí de Feixans, Camí de les Deveses, Camí del Jual, Camí de Llaceres, Camí del Quintar, Camí del Salver, Camí de les Tarteres i Tira dels Meners. El fet de ser zona de muntanya molt fressada pels excursionistes fa que a Taurinyà hi hagi diverses rutes de muntanya: una part del Balcó del Canigó, els camins de Gran Recorregut GR - 10 i GR - 36, el Camí del Canigó pel Clot dels Estanyols, el Camí del Canigó, o Camí dels Cortalets, i el Camí del Canigó, o Ruta Forestal dels Cortalets.

## Activitats econòmiques
Avui dia romanen actives a Taurinyà una quinzena d'explotacions agrícoles, que treballen a penes una trentena d'hectàrees productives. S'hi cullen pomes, peres, préssecs i albercocs, a més d'una mica de vinya i hortalisses, tot en petites quantitats. Una mica més extens és l'espai destinat a farratges i pastures (unes 20 ha), tot i que la cabana ramadera abraça una dotzena de caps de boví i un centenar de cabres.
Les mines del Salver, que durant la primera meitat del segle XX foren importants per al poble, es van tancar el 1962, juntament amb les veïnes mines de Fillols.

## Història

### Edat mitjana
El lloc de Taurinyà està documentat des de l'any 846 (Taurinianum), depenia majoritàriament de Sant Andreu d'Eixalada, monestir des del qual es va fundar Sant Germà de Cuixà, antecedent immediat de Sant Miquel de Cuixà. Al llarg de l'Edat Mitjana aquest domini es va confirmar diverses vegades.

## Demografia

### Demografia antiga
La població està expressada en nombre de focs (f) o d'habitants (h)
| 28 f | 30 f | 14 f | 9 f | 11 f | 7 f | 50 f | 39 f | 284 h | 80 f | 70 f |

Notes:
- 1358 i 1365: dels quals, 5 f per a Corts;
- 1378: dels quals, 3 f per a Corts.

### Demografia contemporània
| Evolució de la població |      |      |      |      |      |      |      |      |
| 1793                    | 1800 | 1806 | 1821 | 1831 | 1836 | 1841 | 1846 | 1851 |
| 499                     | 385  | 426  | 408  | 477  | 454  | 466  | 461  | 441  |

| 1856 | 1861 | 1866 | 1872 | 1876 | 1881 | 1886 | 1891 | 1896 |
| ---- | ---- | ---- | ---- | ---- | ---- | ---- | ---- | ---- |
| 447  | 430  | 453  | 405  | 563  | 595  | 504  | 502  | 477  |

| 1901 | 1906 | 1911 | 1921 | 1926 | 1931 | 1936 | 1946 | 1954 |
| ---- | ---- | ---- | ---- | ---- | ---- | ---- | ---- | ---- |
| 466  | 505  | 492  | 356  | 287  | 260  | 242  | 248  | 235  |

| 1962 | 1968 | 1975 | 1982 | 1990 | 1999 | 2006 | 2007 | 2012 |
| ---- | ---- | ---- | ---- | ---- | ---- | ---- | ---- | ---- |
| 215  | 242  | 225  | 215  | 248  | 307  | 316  | 318  | 329  |

| 2015 | 2016 |
| ---- | ---- |
| 332  | 334  |

Fonts: Ldh/EHESS/Cassini fins al 1999, després INSEE a partir deL 2004

### Evolució de la població

Població 1962-2008

## Administració i política

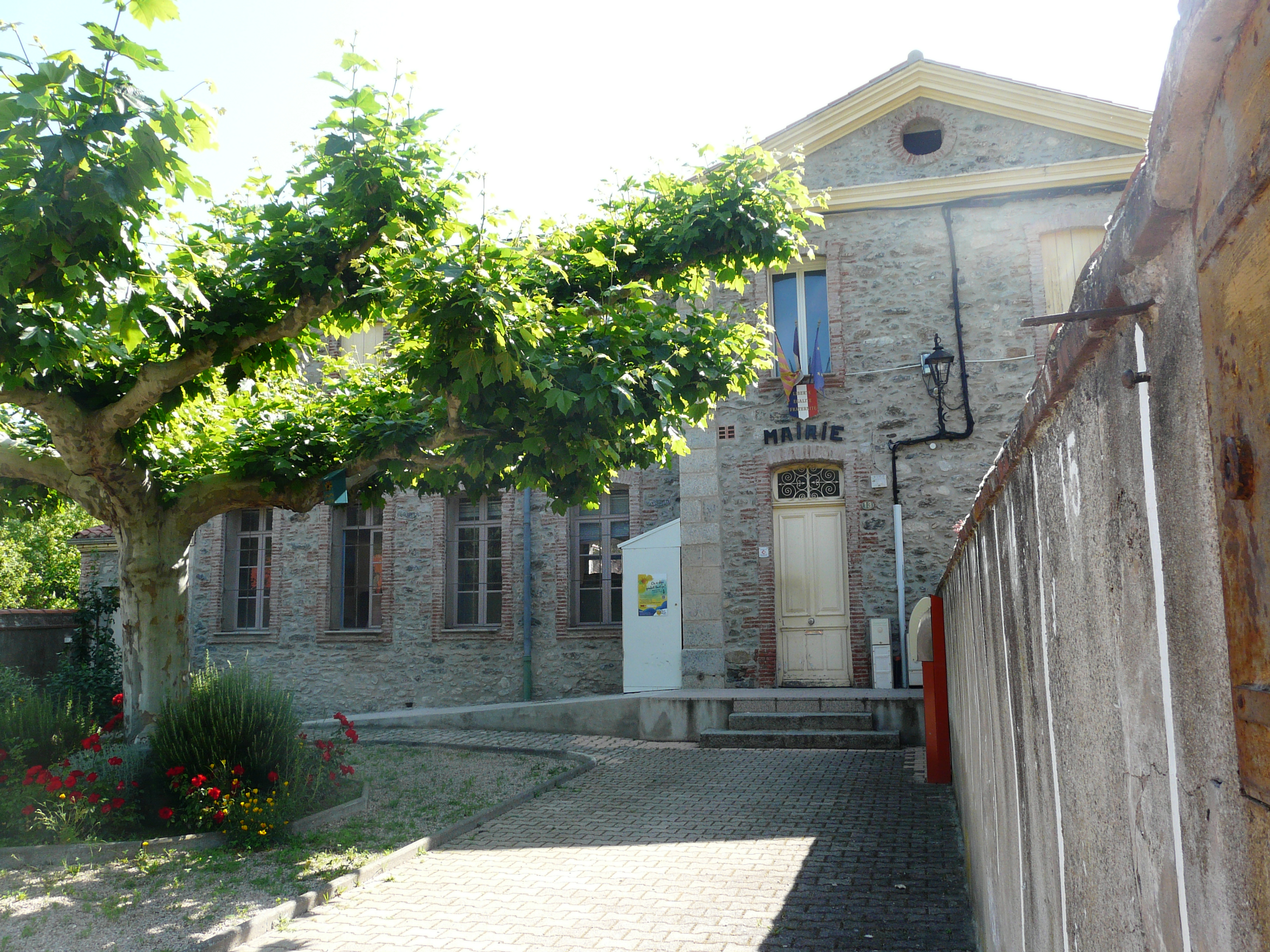
La Casa del Comú de Taurinyà

### Batlles
| Alcalde           | Període                       |
| ----------------- | ----------------------------- |
| Michel Berthomieu | Març del 1983 - Març del 1989 |
|                   |                               |
| Bernard Loupien   | Maig del 2001 - Moment actual |

### Legislatura 2014 - 2020

#### Batlle
- Bernard Loupien, Vicepresident de la Comunitat de Comunes del Conflent - Canigó.

#### Adjunts al batlle[15]
- 1r: Alain Estela, Conseller delegat d'Obres i Personal
- 2n: Joël Lombard, Conseller delegat de l'Escola, Comunitat de comunes i allotjaments.

#### Consellers municipals
- Ghislaine Hudson, Consellera de Comunicació i Espai Internet
- Salisha Thiem, Consellera de Vida de poble i Sala de festes
- Nathalie Pons, Consellera d'Animacions i de Vida de poble
- Mendy Rijcken, Consellera d'Acció social i Vida de poble
- Yves Garnier, Conseller d'Urbanisme i Comunicació
- Lionnel Courmont, Conseller d'Entorn
- Laurent Castella, Conseller d'Esports i Espai Internet
- Antoine Fenech, Conseller d'Activitats a l'aire lliure i del Canigó.

### Adscripció cantonal

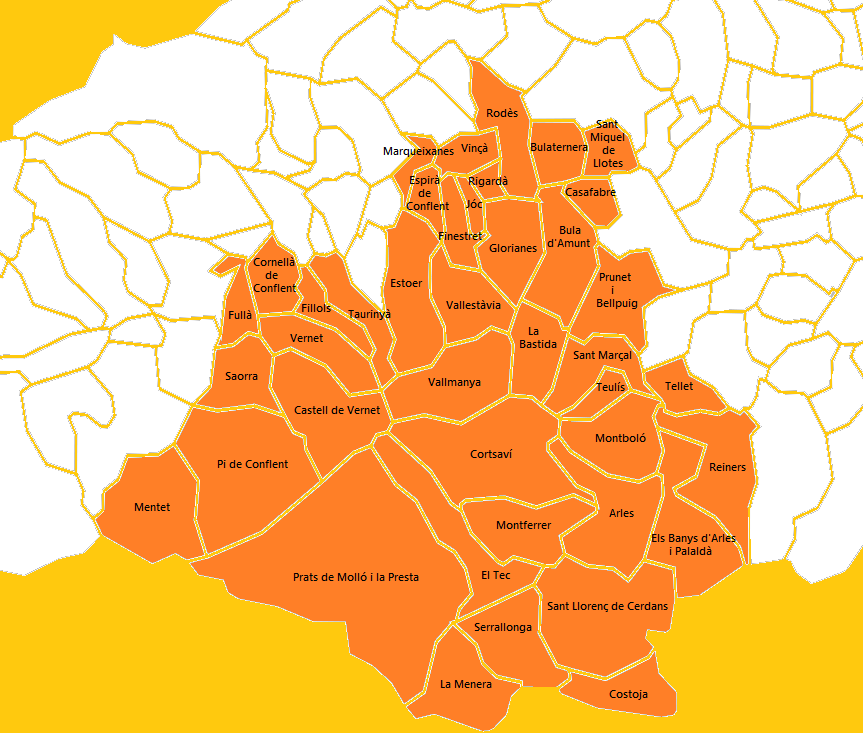
Mapa del Cantó del Canigó

A les eleccions cantonals del 2015 Taurinyà ha estat inclòs en el cantó número 2, denominat El Canigó, amb capitalitat al poble dels Banys d'Arles, de la comuna dels Banys i Palaldà. Està format per les viles d'Arles, Prats de Molló i la Presta, Sant Llorenç de Cerdans, del Vallespir, i Vinçà, del Rosselló, i els pobles del Conflent de Castell de Vernet, Cornellà de Conflent, Espirà de Conflent, Estoer, Fillols, Finestret, Fullà, Glorianes, Jóc, Marqueixanes, Mentet, Pi de Conflent, Rigardà, Rodès, Saorra, Taurinyà, Vallestàvia, Vallmanya i Vernet, els del Rosselló de la Bastida, Bula d'Amunt, Bulaternera, Casafabre, Prunet i Bellpuig, Sant Marçal, Sant Miquel de Llotes, Tellet i Teulís, i els del Vallespir dels Banys i Palaldà, Cortsaví, Costoja, la Menera, Montboló, Montferrer, Reiners, Serrallonga i el Tec forma part del cantó número 2, del Canigó (nova agrupació de comunes fruit de la reestructuració cantonal feta amb motiu de les eleccions cantonals i departamentals del 2015). Són conselleres per aquest cantó Ségolène Neuville i Alexandre Reynal, tots dos del Partit Socialista francès.

### Serveis comunals mancomunats
Taurinyà forma part de la Comunitat de comunes de Conflent - Canigó, amb capitalitat a Prada, juntament amb Prada, Arboçols, Campome, Campossí, Canavelles, Castell de Vernet, Catllà, Clarà i Villerac, Codalet, Conat, Cornellà de Conflent, Escaró, Espirà de Conflent, Estoer, Eus, Finestret, Fillols, Fontpedrosa, Fullà, Jóc, Jújols, Marqueixanes, els Masos, Mentet, Molig, Mosset, Noedes, Nyer, Oleta i Èvol, Orbanyà, Orellà, Pi de Conflent, Rià i Cirac, Rigardà, Saorra, Serdinyà, Soanyes, Sornià, Tarerac, Toès i Entrevalls, Trevillac, Vallestàvia, Vallmanya, Vernet, Vilafranca de Conflent i Vinçà.

## Ensenyament i Cultura

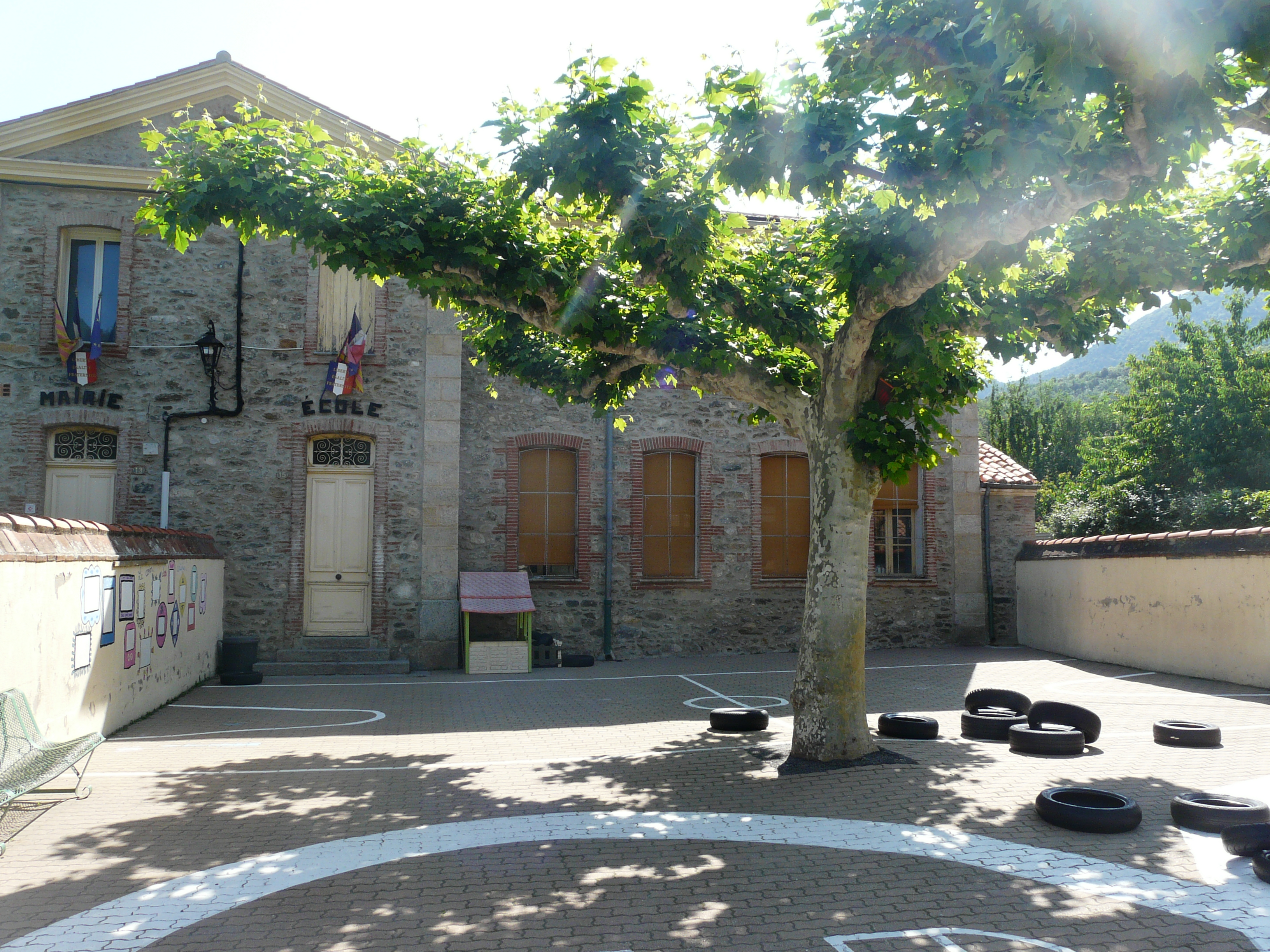
L'escola de Taurinyà

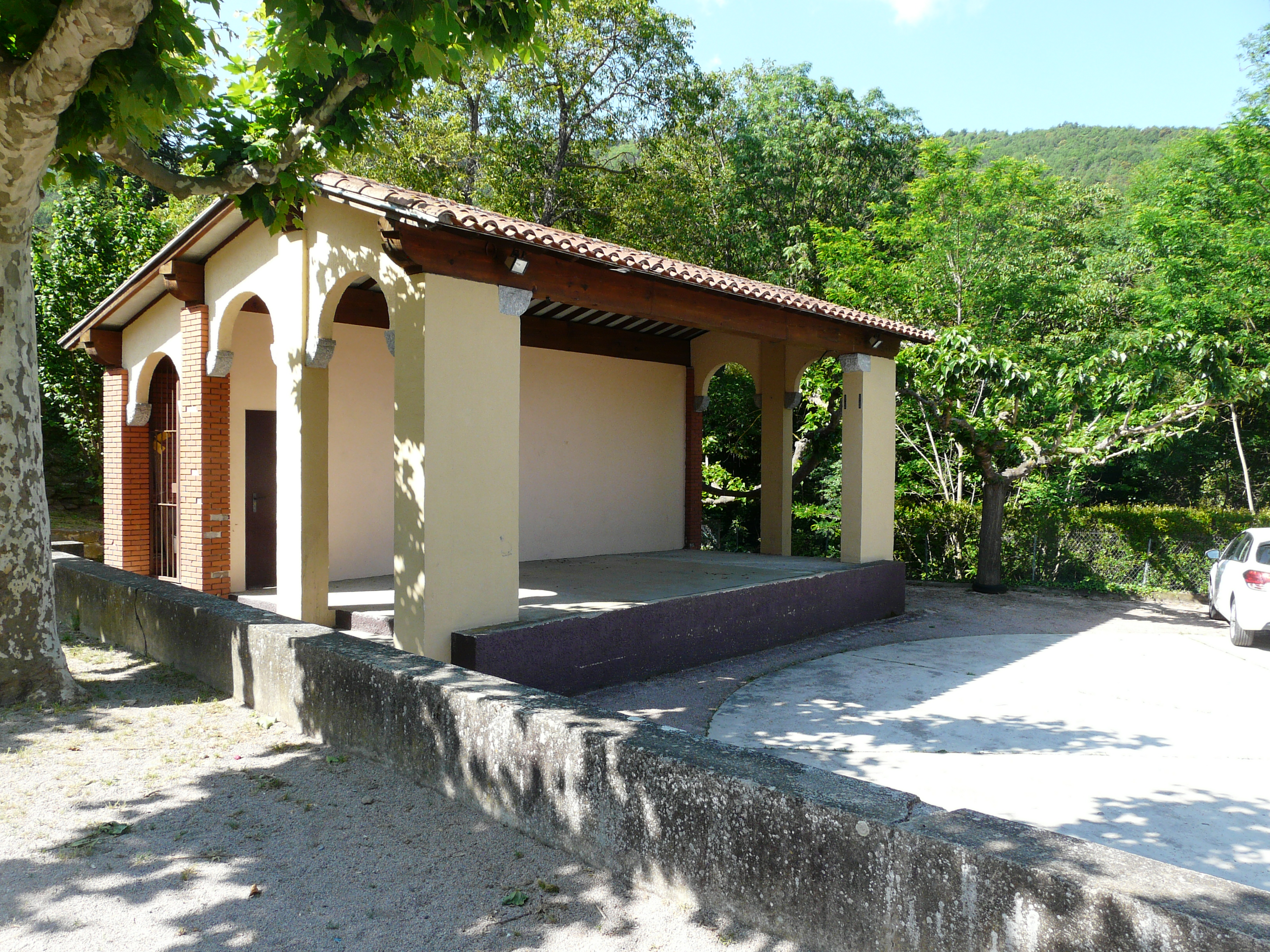
Escenari per a actes a l'aire lliure

A Taurinyà hi ha una escola per als ensenyaments maternal i primari, amb les dues seccions distribuïdes en una aula cadascuna dins del mateix recinte escolar. Per a nivells d'ensenyament superior, els joves i adolescents de Taurinyà poden assistir als col·legis de Arles, Illa on Prada, per a la secundària, o els liceus de Prada per al batxillerat.
A Taurinyà hi ha dues associacions culturals actives: Taurinyamuse, que s'ocupa de la promoció d'actes festius locals, i La perrucherie, associació amb finalitats culturals i econòmiques. Cal destacar que Taurinyà està ben proveït de locals municipals, amb una sala de festes prou gran, per al volum del poble, i un escenari a l'aire lliure, davant per davant de la sala de festes, apte per a espectacles estiuencs.

## Llocs i monuments
- Església de Sant Fruitós
- Torre de Corts, antiga església de Sant Valentí de Corts

## Personatges lligats a la comuna
- Jacint Verdaguer i Santaló